# Opactwo Cystersów w Koprzywnicy
Zespół budynków pocysterskich umiejscowiony w Koprzywnicy:
- kościół klasztorny św. Floriana
- dworek opacki

Pozostałe zabudowania:

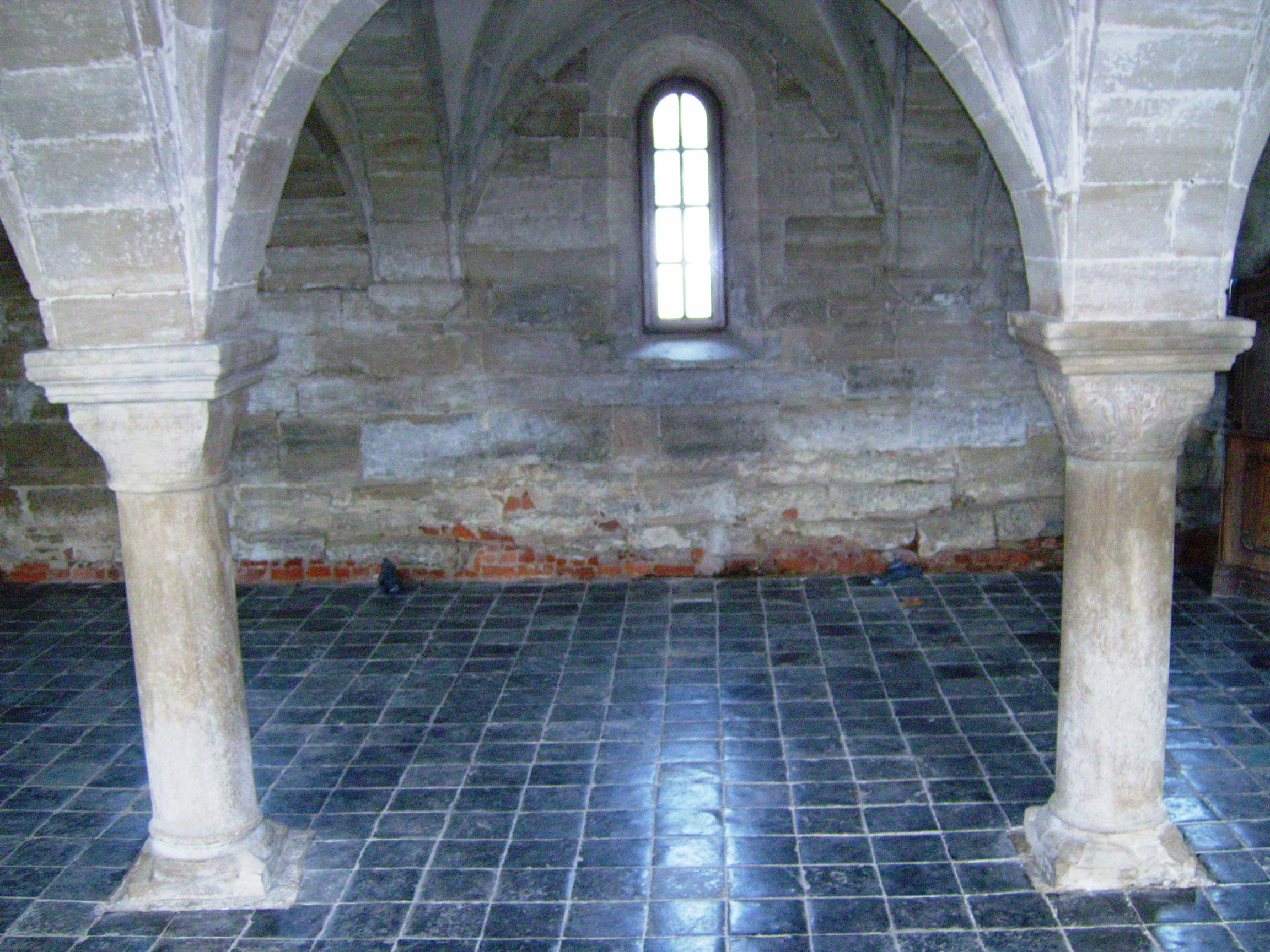
Kapitularz klasztorny

Zabudowania klasztorne po kasacie klasztoru i zniszczeniach wojennych zostały w znacznej mierze rozebrane. Pozostało jedynie wschodnie skrzydło klasztoru. Mimo że jest ono w większości nieużywane, stanowi cenny zabytek architektury romańskiej z elementami gotyku. Na mocno uszkodzonym, pozbawionym tynków murze zachodniej elewacji tego skrzydła widoczne są ślady skucia lizen oraz otwory po belkach dźwigających niegdyś strop. Zauważalne są ślady gotyckich sklepień oraz bogato dekorowane wsporniki w postaci maszkaronów.
W klasztorze zachował się do czasów współczesnych romański kapitularz, wsparty na dwóch kolumnach ze sklepieniem krzyżowo-żebrowym. Jeden z filarów zachował oryginalną głowicę. W kapitularzu znajduje się obecnie lapidarium, w którym zgromadzono pozostałości kamiennych elementów architektonicznych z kościoła i klasztoru.